# Pınarbaşı (Ezine)
Pour les articles homonymes, voir Pınarbaşı.

Pınarbaşı est un village d'Ézine en Turquie d’Asie, dans l’Anatolie, à 40 kilomètres d’Adramiti, sur le Scamandre. 
A un kilomètre de ce village, sur un plateau élevé, on trouve de nombreux débris de constructions antiques, fragments de colonnes, bas-reliefs, vases et statues ; on pensait que c'était le site de Troie au XIXe siècle avant les fouilles d'Hisarlik.
Pınarbaşı est renommé pour ses nombreuses sources d’eaux tièdes (14°) qui jaillissent avec une grande violence et vont se jeter dans le Scamandre, au moyen de deux canaux.

## Source
« Pınarbaşı (Ezine) », dans Pierre Larousse, Grand dictionnaire universel du XIXe siècle, Paris, Administration du grand dictionnaire universel, 15 vol., 1863-1890 [détail des éditions].